# Zbigniew Wesołowski (urzędnik państwowy)
Zbigniew Wesołowski (ur. 14 października 1942 w Bóbrce) – polski polityk, nauczyciel i urzędnik państwowy, w latach 1989–1991 sekretarz i podsekretarz stanu w Ministerstwie Edukacji Narodowej, w latach 1995–2005 wiceprezes Najwyższej Izby Kontroli.

## Życiorys
Syn Piotra i Anny, wychował się w Szczecinie. W 1961 skończył liceum pedagogiczne w Szczecinie, a dwa lata później studium nauczycielskie w tym mieście. W 1968 uzyskał magisterium z matematyki na Uniwersytecie im. Adama Mickiewicza w Poznaniu. Początkowo pracował w szkole podstawowej w Gryficach, następnie od 1966 do 1968 kierował zasadniczą szkołą budowlaną w tym mieście. W latach 1968–1973 był dyrektorem zasadniczej szkoły budowlanej w Świnoujściu, następnie do 1982 – Zespołu Szkół Budowlanych nr 1 w Szczecinie. W 1982 objął obowiązki szczecińskiego wicekuratora oświaty.
Jednocześnie od 1962 działał w Zjednoczonym Stronnictwie Ludowym. Został m.in. prezesem Koła Nauczycieli w Szczecinie, członkiem prezydium Komitetu Wojewódzkiego oraz przewodniczącym podkomisji oświaty i wychowania przy Naczelnym Komitecie ZSL. Od 14 listopada 1988 do 29 września 1989 pełnił funkcję sekretarza stanu, a następnie od 30 września 1989 do 28 lutego 1991 podsekretarza stanu w Ministerstwie Edukacji Narodowej. W sierpniu 1995 objął fotel zastępcy prezesa Najwyższej Izby Kontroli, odpowiadając za kwestie ochrony środowiska i edukacji. Odwołano go z dniem 31 sierpnia 2005.
Został m.in. honorowym obywatelem gminy Golczewo.